# Déjà Vu (игра)
Déjà Vu (в некоторых версиях — англ. Déjà Vu: A Nightmare Comes True!!) — point-and-click квест, действие которого происходит в мире 1940-х, как он представлен в романах и фильмах в жанре «крутого детектива». Игра была выпущена в 1985 году для Macintosh и стала первой игрой в серии MacVenture. Позже она была перенесена на несколько других систем. Игра была повторно выпущена с улучшенной графикой на Commodore Amiga в 1985-87.

## Сюжет
Действие игры проходит в Чикаго в декабре 1941 года, вскоре после атаки на Перл-Харбор. Главным героем игры является Теодор «Туз» Хардинг, бывший боксёр, ставший частным детективом.
Однажды утром игрок просыпается в душевой кабинке, и не может вспомнить, кто он такой. Душевая кабинка находится в баре Джо. В офисе наверху находят мёртвого человека, и Теодора могут обвинить в убийстве, которого он не совершал. Есть некоторые улики, указывающие на то, кем был убитый, и кем является игрок. Кресло с ремнями, таинственные пробирки и шприц, а также отметина от укола на руке, найденные игроком, указывают на то, что к персонажу применялись изощрённые пытки.
Память и психическое состояние Теодора ухудшаются, так что игрок должен найти противоядие от наркотиков, вызвавших потерю памяти. После этого у Теодора появляются флэшбеки, помогающие игроку оценивать доказательства и принимать решения.

## Технология
Déjà Vu была первой игрой, использовавшей интерфейс и движок MacVenture, ставший фирменным для ICOM. Игре в 1986 году была присвоена награда Software Publishers Association в номинации Лучший развлекательный продукт и Лучший новый мир. Déjà Vu не является первой игрой использующую технологию point-and-click в квестах. Такой игрой является малоизвестная вышедшая на год раньше игра Enchanted Scepters. Тем не менее Déjà Vu можно назвать первой популярной приключенческой игрой использующей новый метод управления игровым процессом. Игра оказала серьезное влияние на развитие жанра, так как управление point-and-click в будущем стало доминирующим для квестов, что практически начиная с игры Maniac Mansion (1987) стало стандартом для жанра.
Игра была перенесена на различные домашние компьютеры в 1987 году и на Nintendo Entertainment System в 1990. Различные версии игры и её продолжения с новой графикой и звуком выпускались для Microsoft Windows в начале 1990-х, а позже для Game Boy Color (под названием Déjà Vu I & II).